# Teunis Hulshoff
Teunis Hulshoff, né le 6 décembre 1743 à Groningue et mort dans cette ville le 19 octobre 1817, est un homme politique néerlandais.

## Biographie
Hulshoff est issu d'une famille de féculiers de Groningue. Favorable à la Révolution batave, il devient membre de la municipalité de la ville en 1795 et en est élu député à la première assemblée nationale batave en février 1796. À partir de 1803, il siège à nouveau à la municipalité de la ville. Entre 1812 et 1814, il est juge de paix du deuxième canton 
de Groningue.